# Escut de Sant Esteve de Palautordera
L'escut oficial de Sant Esteve de Palautordera té el següent blasonament:
Escut caironat: d'argent, un palau de sable obert sostingut sobre un riu en forma de faixa ondada d'atzur sobremuntat d'una palma de gules posada en pal acompanyada de 3 còdols de gules un al cap i un a cada costat. Per timbre una corona mural de poble.

## Història
Va ser aprovat el 21 de juny del 1984 i publicat al DOGC l'1 d'agost del mateix any amb el número 457.
Armes parlants: els tres còdols i la palma, que són els atributs del martiri de sant Esteve, patró del poble; el palau, i la faixa ondada, que representa la Tordera.